# Sybra schultzei
Sybra schultzei es una especie de escarabajo del género Sybra, familia Cerambycidae. Fue descrita científicamente por Breuning en 1960.
Habita en Filipinas. Esta especie mide 3,5 mm.